# Margit Barnay
Margit Barnay (5 de abril de 1896 - 11 de enero de 1974) fue una actriz cinematográfica de nacionalidad alemana, activa en la época del cine mudo.

## Biografía
Su verdadero nombre era Margot Tana Rosenstock, y nació en Berlín, Alemania. Nieta del actor teatral Ludwig Barnay e hija de un abogado y de una cantante y pintora, inició la carrera artística al igual que su madre, formándose en música y pintura. Tras la Primera Guerra Mundial en 1918, el director de cine Siegfried Dessauer la persuadió para cambiar de profesión, dando a Margit Barnay el principal papel femenino de la película Kinder der Liebe, con la cual debutó ante las cámaras. Barnay trabajó con los principales directores de la República de Weimar, especialmente con F. W. Murnau, que le dio papeles destacados en Satanas y Der Knabe in Blau.
Entre los directores con los que trabajó a lo largo de los años 1920 figuran Urban Gad, Otz Tollen, James Bauer, Jaap Speyer, Rudolf Walther-Fein, Otto Rippert, Johannes Guter, Reinhold Schünzel y Leo Mittler. Barnay actuó solamente ocho años, alcanzando la cifra de doce filmes en un único año. Tras algo más de cuarenta producciones, Margit Barnay finalizó en 1927 su carrera en la pantalla, tan repentinamente como la había iniciado.
Barnay se casó en octubre de 1918 con el arquitecto Hans Schmidt-Werden. En 1924 la pareja tuvo una hija, la actriz Sybil Werden, motivo por el cual interrumpió sus actuaciones hasta el año 1926.
Durante el Tercer Reich, aunque protegida por su matrimonio con el „Ario“ Schmidt-Werden, fue considerada como „tres cuartos judía“, con lo cual se le prohibió cualquier actividad artística, no pudiendo formar parte de la Reichsfilmkammer.
Pasada la Segunda Guerra Mundial, fue editora de la emisora berlinesa Rundfunk im amerikanischen Sektor.
Margit Barnay falleció en Berlín-Zehlendorf en 1974.

## Filmografía (selección)
- 1919 : Kinder der Liebe
- 1919 : Satanas
- 1919 : Der Knabe in Blau
- 1919 : Samson, sein eigener Mörder
- 1920 : Uriel Acosta
- 1920 : Ich - bin - Du…
- 1920 : Der Schrein der Medici
- 1920 : Der Schädel der Pharaonentochter
- 1920 : Begierde
- 1921 : Die Tigerin
- 1921 : Der schlummernde Vulkan
- 1921 : Die Fremde aus der Elstergasse
- 1921 : Brigantenrache
- 1922 : Don Juan
- 1922 : Der Frauenkönig
- 1922 : Der Liebesroman des Cesare Ubaldi
- 1922 : Es kommt ein Tag
- 1922 : Der Mann ohne Beruf
- 1922 : Nur eine Nacht
- 1922 : Die Fahrt des Severin Hoyer
- 1922 : Bigamie
- 1922 : Das schöne Mädel
- 1923 : „Said“. Ein Volk in Ketten
- 1923 : Ich hatt‘ einen Kameraden
- 1924 : Gedankensünden
- 1924 : Soll und Haben
- 1924 : Verkrachte Existenzen
- 1926 : In der Heimat da gibt‘ ein Wiederseh‘n
- 1926 : Der Sieg der Jugend
- 1927 : Zwei unterm Himmelzeit
- 1927 : Benno Stehkragen